# Masía Penyafel
La masía de Penyafel o castillo de Penyafel es un edificio situado al este del municipio español de Santa Margarita y Monjós, junto al término municipal de Olérdola, sobre un pequeño cerro en el límite de la montaña.

## Descripción
La masía está formada por un conjunto de edificaciones añadidas y adosadas al edificio principal -de planta rectangular y compuesto de planta baja, piso y desván-, todas rodeadas por un baluarte.
La edificación actual es fruto de las transformaciones a lo largo del tiempo, aunque se conservan las ventanas con dinteles ornamentadas con el escudo de armas, o las amplias plantas con grandes aberturas, que luego se han complementado con un reloj de sol en la fachada lateral, o un piso superior con todo de ventanillas de arcos de medio punto, que preceden el tejado de la casa.
Actualmente, el enlucido de las paredes todavía nos muestra algunos detalles medievales del castillo de Penyafel, como los dinteles de las aberturas del primer piso, o los sillares perfectamente pulidos de los vértices del cuerpo principal de la antigua fortificación.
La masía, junto con la ermita de la Virgen de Penyafel, edificada a escasos metros de ésta, constituye uno de los elementos de mayor valor arquitectónico y paisajístico del lugar. Su situación, una colina, la hace visible desde muchos puntos del término municipal.

## Historia
En el siglo X, cerca de los restos de la iglesia de Santa María de Penyafel, se erigió una fortificación. A lo largo de los siglos, dicha fortificación se convirtió en esta importante masía dentro del término municipal de Santa Margarita y Monjós.
Ya desde el siglo XI se tiene constancia de que la fortaleza pertenecía a la familia Santa Oliva, como se menciona en el testamento de Gombau Ramón de Santa Oliva del año 1097, en el que éste le cedió a su hermano la Fortitudine de Penna Fedel. Otros documentos a lo largo de toda la Edad Media certifican la existencia de esta compacta construcción, como los testamentos de Guillermo Ramón de Santa Oliva en el año 1143, o de Ramón y Pedro de Penafel hacia el siglo XIII.
Los vestigios de aquel antiguo castillo fortificado se convirtieron en el emplazamiento ideal para establecer todos los habitáculos necesarios en una masía catalana: desde los establos, hasta los almacenes de las herramientas o de los productos que ofrecían los campos de cultivo situados al abrigo de la edificación.
La masía de Penyafel fue una de las propiedades destacadas del vasto patrimonio de la familia Maciá. Por los sucesivos matrimonios, la masía pasó a los Saavedra en 1959 y a los Álvarez-Cuevas en 1993.
A finales de los años 90, la masía fue totalmente reformada y se convirtió en una villa residencial.